# Val de San Lorenzo
Val de San Lorenzo é um município da Espanha na província de León, comunidade autónoma de Castela e Leão, de área 49,79 km² com população de 638 habitantes (2007) e densidade populacional de 13,54 hab/km².

## Demografia
| Variação demográfica do município entre 1991 e 2004 | Variação demográfica do município entre 1991 e 2004 | Variação demográfica do município entre 1991 e 2004 | Variação demográfica do município entre 1991 e 2004 |
| --------------------------------------------------- | --------------------------------------------------- | --------------------------------------------------- | --------------------------------------------------- |
| 1991                                                | 1996                                                | 2001                                                | 2004                                                |
| 842                                                 | 825                                                 | 719                                                 | 674                                                 |